# ستار تريك: العدو
ستار تريك: العدو' أو ستار تريك: نيميسس وهو فيلم خيال علمي أمريكي أُنتج عام 2002 بإخراج ستيوارت بيرد، وهو الفيلم العاشر من سلسلة أفلام ستار تريك، وكذلك الرابع والأخير الذي شارك في صناعة ستار تريك: الجيل القادم. كتب الفيلم جون لوغان من قصة صنعها لوغان، وبرينت سبينر، والمخرج؛ ريك بيرمان. في الفيلم، الذي تدور أحداثه في القرن الرابع والعشرين، يُضطر طاقم الـيو اس اس انتربرايس-أي السفينة الفضائية للتعامل مع خطر يواجه الاتحاد الفيدرالي للكواكب من نسخة القبطان بيكارد الذي يدعى شينزون، والذي تولى السيطرة على إمبراطورية رومولان النجمية بإنقلاب عسكري.
استمرت عملية التصوير الرئيسية في الفيلم من نوفمبر 2001 إلى مارس 2002، وقد قدم العرض الأول الدولي لـنيميسس في مسرح جراومان الصيني في لوس أنجلوس في التاسع من ديسمبر 2002. أطلق الفيلم في دور السينما في أمريكا الشمالية في الثالث عشر من ديسمبر 2002 من قبل شركة باراماونت بيكتشرز، ولقي بشكل عام آراء مختلفة، حيث انتقدته منشورات بوصفته أقل الإصدارات نجاحًا في السلسلة. كان الفيلم فشلًا بمعايير شباك التذاكر، إذ ربح 67 مليون دولارًا من أنحاء العالم في مقابل ميزانية بلغت 60 مليون دولار. أبطلت خطط إنتاج فيلمٍ أخير يتصدره فيلم الجيل القادم، وأعيد إطلاق السلسلة بفيلم ستار تريك عام 2009، والذي كان ناجحًا في مبيعات شباك التذاكر. اكتمل تجهيز السلسلة التلفزيونية ستار تريك: بيكارد، إكمالًا لـالجيل القادم ونيميسس بعد عقدين من الأخير؛ أي بيكارد، في نهاية القرن الرابع والعشرين، وكان عرضه الأول عام 2020.

## الحبكة
يجري أعضاء في مجلس الشيوخ الرومولي على رومولوس نقاش حول شروط السلام والتحالف مع زعيم الثوار الريمن؛ المدعو شينزون. والريمن هم عرق مستعبَد في الإمبراطورية الرومولية قادم من الكوكب المجاور؛ ريموس. وقد استخدموا كعمال مناجم وقاذفي مدفعيات. وفي حين يدعم جزء من الجيش شينزون، يعارض القاضي البريتور ومجلس الشيوخ التحالف معهم. وبعض رفض الاقتراح، يُحَل مجلس الشيوخ والبريتور عن بعضهم البعض من خلال جهاز موجود في القاعة.
في تلك الأثناء، يتحضر طاقم السفينة الفضائية انتربرايس لوداع الزوجين المنعقد قرانهم حديثًا القائد الأول ويليام ريكر والمستشارة ديانا تروي. تودع داتا، ضابط عمليات الأندرويد الزوجان بسَرْنَدة معزوفة لـبلو سكايز؛ وهي أغنية شعبية كتبت عام 1926. وفي الطريق إلى حفل الزفاف، يكتشفون قراءة لطاقة تنبعث من كوكب كولاروس ثلاثة القريب من المنطقة المحايدة المتاخمة لكوكب رومولوس. فيحط القبطان جين-لوك بيكارد، وضابط الأمن والتكتيكات وورف، وداتا على الكوكب فيكتشفون بقايا أندرود يشبه داتا يطلق عليه بي-4. استنتج الطاقم أنه نسخة أقدم لـداتا. ثم يفر الطاقم من الكوكب ومعهم بي-4 بعد أن هاجمهم سكان كولارانس الأصليون؛ وكانوا في عصر ما قبل الصناعة.
تم طلب السفينة انتربرايس لمهمة دبلوماسية إلى رومولوس، حيث أحكم شينزون سيطرته على الامبراطورية وصرح بنيته لعقد صلح مع الاتحاد. وعند وصولها، يتبين لهم إنما شيزون نسخة عن بيكارد، استنسخها الروموليون بشكل سري بهدف زرع جاسوس خبير في قلب الاتحاد. أُهمِل المشروع في الوقت الذي كان فيه شينزون طفلًا، وتُرك في كوكب ريموس ليموت هناك عبدًا. بعد سنوات كثيرة، صار شينزون قائدًا للـريمونز؛ نسبةً للكوكب، وبنى سفينة كبيرة ثقيلة العتاد باسم سيميتار؛ يعني السيف. يكتشف طاقم الانتربرايس أن سفينة سيميتار تصدر اشعاعات الثالارون القاتل بمستويات قليلة، الإشعاع ذاته الذي قتل كل من في مجلس الشيوخ الروميلي في بداية الفيلم. كما كان هناك محاولات غير متوقعة للإتصال مع حواسيب الانتربرايس، ويخترق شينزون عقل تروي من خلال التخاطر الذي يقوم به نوابه الريمنز.
يكتشف الضابط الطبي الدكتور بيفيرلي كراشر أن شينزون يهرم بسرعة بسبب العملية المستخدمة لإستنساخه، وأن الحل الممكن الوحيد لعلاجه هو النقل غير المباشر لدم بيكارد. فيختطف شينزون بيكارد وبي-4 بعد أن زرع جهاز اندرويد في كولاروس كإلهاء. تكشف داتا التبديل الحاصل بينه وبين بي-4 وتنقذ بيكارد، من خلال السطو على سفينة هجومية تابعة لـريموس والهروب من الثكنة. ويكتشفون خطة شينزون لاستخدام السفينة الحربية لغزو الاتحاد واستخدام مولّد اشعاع الثالارون لإزالة كل أشكال الحياة على الأرض وعلى أي كوكب آخر يراه مناسبًا.
تسابق انتربرايس الزمن فتعود مسرعة إلى فضاء الاتحاد، ولكنها تقع في كمين جهزته سفينة شميتر في باسين ريفت؛ وهو الشق الذي يعزل الاتصالات في الفضاءات الفرعية. وعلى الرغم من المعونة التي جاءت من طائرين حربيتين تابعة لـرومولوس، فقد تعرضت انتربرايس إلى ضرر جسيم بالفعل. يقوم بيكارد بضرب السفينتين ببعضهما مما أدى إلى تعطلهما. يفعل عندها شينزون سلاح الثالارون كردّ يضمن دمارًا مؤكدًا لجميع الأطراف. يصعد بيكارد وحده على متن شميتر ليواجه شينزون وجهًا لوجه، ويقتله بطعنه بدعامة حديدية. ومع تعطل أنطمة النقل في انتربرايس يثب داتا المسافة بين السفينتين باستخدام أنظمة الطوارئ الإحتياطية، مُخرجًا بيكارد من السفينة ليضحي بنفسه لتدمير مولد غاز الثالارون ومعه السفينة شميتر. ينعي الطاقم داتا، وتقدم القائدة الروملية الناجية دونتارا امتنانها لدورها في إنقاذ الامبراطورية.
وبالعودة إلى الأرض، يودّع بيكارد ريكار، الذي يغادر ليقود السفينة الحربية يو إس إس تاتن. يلتقي بيكارد بـب-4 ويكتشف أن داتا قامت بتحميل الإنجرام في شبكته العصبية في بي-4، الأمر الذي يمكنه من الإستمرار بالعيش. وتبدأ بي-4 بغناء أغنية بلو سكايز، في حين يغادر بيكارد منطقة بي-4 ويتبسم.

## التمثيل
- باتريك ستيوارت في دور القبطان جين-لوك بيكارد
- جوناثان فراكس في دور القائد/القبطان ويليام ت. رايكر
- رينت سبينر في دور قائد القوة بالنيابة داتا/ بي-4
- ليفار بورتون في دور قائد القوة بالنيابة جوردي لا فورج
- ميشيل دورن في دور قائد القوة بالنيابة وورف
- غايتس ماك فيدين في دور الدكتور بيفيرلي كراشر
- مارينا سيتريس في دور المستشارة ديانا تروي
- توم هاردي في دور القاضي شينزون

## الاستقبال

### الردود النقدية
أعطى موقع جمع المراجعات روتن توميتوز الفيلم تقييمًا نقديًا يعادل 38%، بالإستناد إلى 170 مراجعة، وكان هذا ثاني أدنى تقييم بعد فيلم ستار تريك في: الجبهة الأخيرة، وبمعدل تقييم 5.2 من 10 بإجماع الموقع:«إن نيميسس يمتلك نقطة إنطلاق تجذب الإهتمام، وبعض المقاطع الحركية الجيدة، ولكن الرابط ككل يظهر هزيلًا». وقد حصد الفيلم في ميتاكريتيك على 51% بمراجعة 29 ناقد أظهروا «مراجعات مختلفة أو متوسطة». وقد أعطى الجمهور المشمول في الدراسة المقدمة في موقع سينماسكور الفيلم تقيم «أ-» -A على مقياس من أ إلى ف A to F.
وكان لـروجر ايبرت من الـشيكاغو صن تايمز إحساسًا مختلطًا تجاه الفيلم، مصرحًا أنه «تبسّمَ بروح رياضية محاولًا التماشي مع الحوار… وتدريجيًا، بدا لي أن ستار تريك انتهى أمره بالنسبة لي. أنا أشاهد هذه القصص منذ أكثر من نصف عمر، لكن فلنواجه الحقيقة، فقدت هذه القصص قوّتها».
وقال ستيفان هولدن في صحيفة النيويورك تايمز أن الفيلم عبارة عن «علاقة غير متزنة يصدر قلبها الدافئ والمتردد غثاءً متقطعًا من أكمام بزته الفضائية البراقة.» يمتدح هولدن المشهد الذي تصطدم فيه السفينتان انتربرايس وسيميتار في خضم المعركة الأخيرة.

#### ردود طاقم التمثيل
تحدث الممثلان ليفار بورتون ومارينا سيرتيس بلغة لا تعكس المديح تجاه بايرد، حيث انتقدوه لعدم مشاهدته أيًا من حلقات الجيل القادم. سيرتيس نعتت بايرد بالـ«أبله» بشكل صريح. وإذ امتدح جوناثان فرايكس شخصيتي شينزون والممثل توم هاردي، فقد قال أنه لو أخرج هو الفيلم لجعله، كما فعل في فيلمي «تريك» السابقين، أقل تمحورًا وتركيزًا على الأشرار ولأعطى وقت أطول في الفيلم لأوجه معروفة من طاقم الجيل القادم. وعند مناقشة عودته إلى فيلم ستار تريك: بيكارد في يناير 2020، وصف باتريك ستيوارت فيلم نيميسس بأنه تكملة«ضعيفٌة فعلًا» لفيلم الجيل القادم.

### التقدير
ترشح الفيلم إلى جائزة ساترن لأفضل فيلم خيال علمي، وأفضل زي تنكري ولكنه خسر في الترشيحين أمام تقرير الأقلية وحرب النجوم الجزء الثاني: هجوم المستنسخين -بهذا الترتيب- في حين ترشح هاردي لأفضل ممثل مساعد ولكنه خسر أمام آندي سيركيس في دوره في سيد الخواتم: البرجان.